# Vlag van West-Vlaanderen
De vlag van West-Vlaanderen toont een gegeerde achtergrond van blauw en geel in twaalf stukken, met in het midden over het geheel een hartschild van rood. De officiële vlag, zoals ze nu is, werd op 27 mei 1997 goedgekeurd door de Vlaamse minister van Cultuur.
Hoewel er geen historisch bewijs voor bestaat, vindt men vanaf de 14e eeuw in verschillende wapenboeken de bewering dat het huis van Vlaanderen vóór de Vlaamse Leeuw een gegeerd schild van twaalf stukken van lazuur en goud voerde, met een hartschild van keel. Dit werd toegeschreven aan de legendarische Liederik van Buc, van 793 tot 817 eerste forestier of woudmeester (titel van de Vlaamse prinsen vóór ze graaf werden) van Vlaanderen. Het is mogelijk afgeleid van een verkeerd geïnterpreteerd sierbeslag op het schild van de Vlaamse graaf Willem Clito (+ 1128), zoals het stond afgebeeld op zijn grafmonument in de Sint-Bertinusabdij van Sint-Omaars. Dat schild vertoont centraal een umbo (sierknop) van waaruit enkele stralen naar de schildranden vertrekken. In zijn zoektocht naar het oude wapen van Vlaanderen heeft abt Iperius, biograaf van het Vlaamse gravenhuis, dit geïnterpreteerd als een gegeerd wapen met een hartschild; de kleuren - die hij er mogelijk zelf heeft toegevoegd - zijn mogelijk deze van het Franse koningshuis.

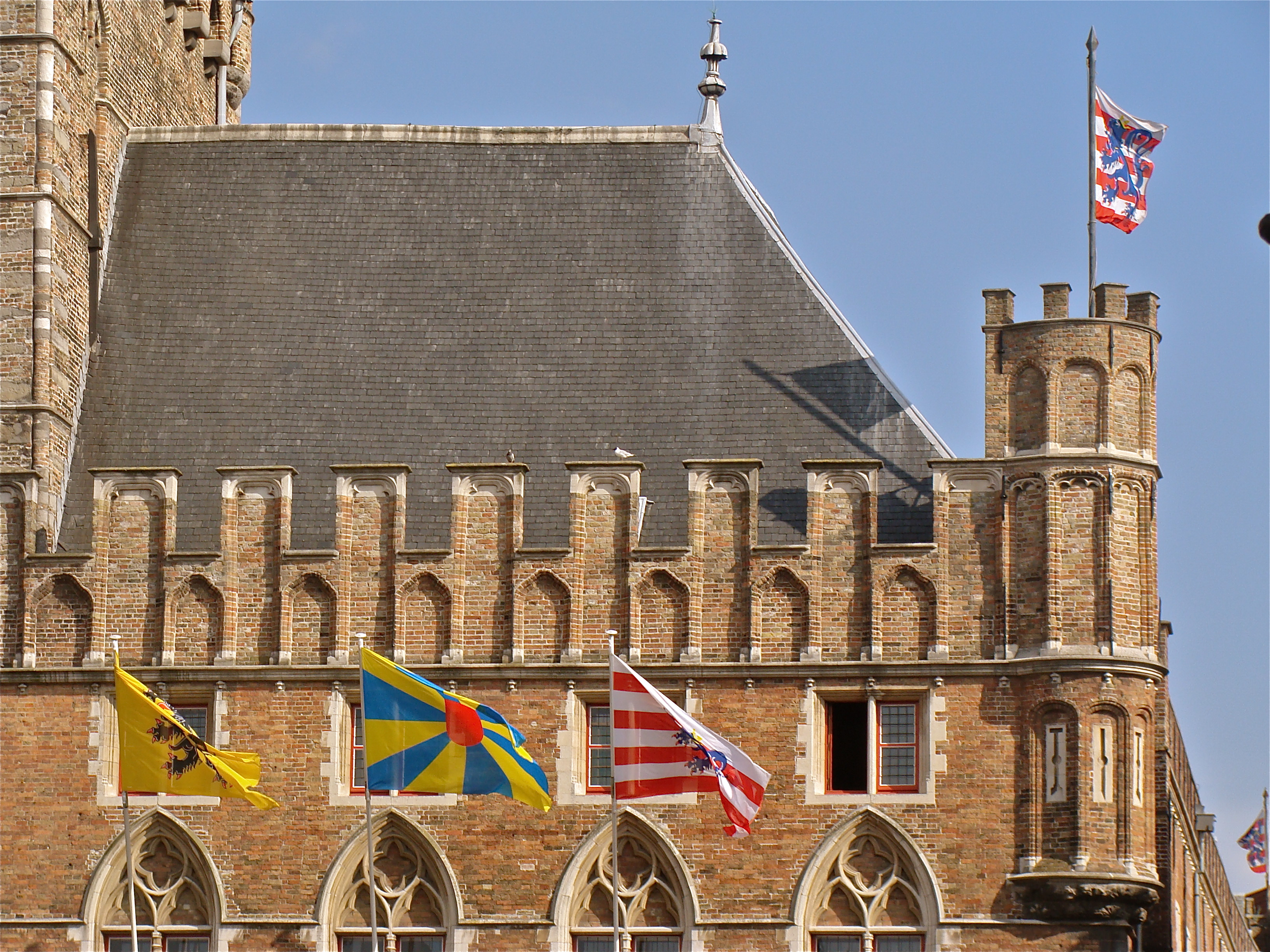
Onderaan, centraal: de vlag van West-Vlaanderen aan het belfort van Brugge, geflankeerd door de vlag van Vlaanderen (links) en de vlag van Brugge (rechts).
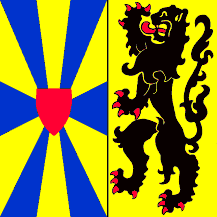
Oude onofficiële wapenbanier
Vlag van de Gouverneur van West-Vlaanderen